# Jeff Speakman
Jeffrey F. Speakman (Chicago, 08 de novembro de 1958) é um ator e artista marcial estadunidense na arte do Kenpo Karate e Karate Goju-Ryu, detém faixa preta em ambas as artes marciais.

## Biografia
Jeffrey F. Speakman, seu nome de nascimento completo, nasceu em 8 de Novembro de 1958, em Chicago, Illinois nos Estados Unidos. É um reconhecido mestre da arte marcial do Kenpo Karate e ator de filmes de ação. Speakman cresceu em Chicago e foi um bom atleta em sua juventude. Na escola, ele praticou ginástica tendo quebrado vários recordes em salto de trampolim mesmo sem personal trainer e conseguiu receber o título de All American. No entanto, suas notas na John Hersey High School não eram muito boas, por isso teve que trabalhar por sua conta própria para entrar na universidade. Seis anos depois de deixar a escola, ele conseguiu um título de licenciado com honras em psicologia com uma segunda especialização em biologia, no Missouri Southern State College.
Quanto à sua vida como um artista marcial, ele foi atraído para este mundo através da série Kung Fu, estrelada por David Carradine. Assim começou sua carreira nas artes marciais. Em 1978, ele começou a estudar Karate Goju-Ryu com o   Grão-Mestre Lou Angel em Joplin e ganhou sua faixa preta em 1980. Quando ele terminou a universidade, mudou-se para o oeste de Los Angeles, na Califórnia, onde ele foi aconselhado a procurar o Grandmaster Edmund Parker, conhecido como Ed Parker, e foi quando ele entrou no Kenpo Americano, fundado por Ed Parker, com quem começou a estudar em 1983. Seu mestre durante anos foi Larry Tatum, um dos maiores expoentes desta arte, além de treinar com Ed Parker. Em 1984 ganhou sua faixa preta em Kenpo Americano. Ele trabalhou em estreita colaboração com Ed Parker, essencialmente, tornando-se seu protegido para representar o Kenpo Karate no cinema. Atualmente ele obteve um 9º dan em Kenpo Karate que conseguiu com outros instrutores, e também detém atualmente uma faixa preta 9º dan em Karate Goju-Ryu estilo que ele começou a estudar com o Grão-Mestre Lou Angel a partir de 1978. Speakman foi o fundador e diretor da organização internacional de Kenpo Karate, American Kenpo Karate Systems (AKKS) que inclui mais de 50 escolas.
Speakman foi encorajado a entrar no mundo do cinema por seu mestre Ed Parker, com o objetivo de popularizar o Kenpo Karate, que era tão pouco conhecido pelo público em geral. Ele começou sua carreira no cinema em 1988, mas foi em 1991 com o filme A Arma Perfeita (The Perfect Weapon) da empresa Paramount Pictures, que conseguiu ganhar reconhecimento internacional. Esse filme é o que melhor reflete os princípios e aplicações marciais do Kenpo Karate em um filme. Seguiu-se com o filme Justiceiro da Noite (Street Knight) em 1993. Desde então, ele fez uma dúzia de aparições no cinema.
Em 2013, Speakman esteve doente com um câncer na garganta, era um tumor no estágio 4, no entanto, desde então, estar totalmente recuperado do câncer.
Jeff Speakman ministra cursos de Kenpo Karate em campos de treinamentos a cada ano (Jeff Speakman International Kenpo Camp), Jeff Speakman viaja intensamente ao redor do mundo ensinado o Kenpo Karate e ensinado sua mensagem: "Lidera com o exemplo, seguir por escolha".
Também promove o lançamento de seu novo programa internacional infantil, chamado "Ruas Violentas" (Street Knight). Adaptado a necessidades de cada país e comunidade. Este programa foi projetado para ajudar as crianças em perigo a cerca do respeitoso e disciplinado mundo das artes marciais. Em 1993, Jeff foi introduzido no Black Belt Hall of Fame como "Instrutor do Ano".

## Ator
- 2004 - Promessa Mantida (The Gunman / A Promise Kept)
- 2000 - Hot Boyz: Reação Explosiva (Hot Boyz)
- 1999 - Ameaça Vermelha (Running Red)
- 1998 - Terra da Liberdade (Land of the Free)
- 1996 - Força de Ataque (Deadly Outbreak)
- 1995 - Execução Sumária (The Expert)
- 1993 - Justiceiro da Noite (Street Knight)
- 1991 - A Arma Perfeita (The Perfect Weapon)
- 1990 - Leão Branco - O Lutador Sem Lei (Lionheart)
- 1988 - Demônios de Alcatraz (Slaughterhouse Rock)

## Produtor
- 1999 - Ameaça Vermelha (Running Red)